# Мочалов, Борис Михайлович
Бори́с Миха́йлович Мочалов (1931—1996) — советский и российский учёный-экономист, доктор экономических наук (1964), профессор МГУ.

## Биография
Родился в 1931 году в Вожгалах. Член КПСС.
С 1954 года — на научной, общественной и политической работе.
В 1954—1996 гг.:
- студент, аспирант, ассистент, доцент экономического факультета МГУ имени М. В. Ломоносова. В 1958 году защитил кандидатскую диссертацию «Роль советской торговли в расширенном социалистическом воспроизводстве», в 1964 году — докторскую диссертацию «Товарное обращение в эпоху коммунистического строительства».
- секретарь парткома МГУ (1965—1967),
- профессор кафедры политической экономии естественных факультетов экономического факультета МГУ,
- ректор Московского института народного хозяйства им. Г. В. Плеханова (1969—1986),
- профессор кафедры экономической теории ИППК МГУ (с 1990).

Делегат XXIII съезда КПСС.
Умер в Москве в 1996 году.

## Основные работы
- «Товарное обращение в эпоху коммунистического строительства» (1965)
- учебное пособие «Экономия и нормирование материальных ресурсов» (в соавт., 1986).